# Грег Чемберс
Грег Чемберс (англ. Greg Chambers; народився 14 листопада 1982 у м. Торонто, Канада) — британський хокеїст, правий нападник. Виступає за «Ковентрі Блейз» у Британській елітній хокейній лізі.
Виступав за «Пітерборо Пітс» (ОХЛ), «Пенсакола Айс-Пайлотс» (ECHL), ХК «Варезе», «Бейзінстоук Байсон», «Ковентрі Блейз».
У складі національної збірної Великої Британії учасник чемпіонатів світу 2008 (дивізіон I), 2009 (дивізіон I) і 2010 (дивізіон I). 